# 小娘惹
《小娘惹》是2008年新传媒45周年台庆华语电视剧，由新加坡政府的媒體發展管理局贊助拍攝，並且使用了約兩年時間計劃和拍攝。製作期間動用了約150名員工，是新加坡電視史上一大製作。中国大陆长信传媒于2019年买下此剧版权，并于2020年正式推出新版本，《小娘惹》领衔主演欧萱、戚玉武、戴陽天、白薇秀、方展发、向云、黄慧、姚玟隆、林梅娇、李茵珠、林明伦、潘玲玲、许美珍、洪乙心、章縝翔、陈邦鋆、郭蕙雯 。

## 故事大綱
故事從現代說起，年輕少女安淇與同學李修文從加拿大回到馬六甲探望她的祖母——月娘。月娘與她的近身侍婢阿桃眼見安淇其實是想逃避一些問題，所以就把她一生的故事告訴安琪。
月娘的一家——黃家——在30年代馬六甲當地一有名氣的峇峇娘惹商人家族。月娘的母親菊香是黃家二姨太天蘭的女兒。雖然天蘭名為二姨太，但是因為她是被黃元強姦後才被納為妾室，所以身份低微。在黃元的娘親死後，天蘭和菊香常被大婆桂花和她的一房人百般欺凌。菊香也因為在年輕時生病而變成聾啞，所以沒有反駁能力，常常被大婆桂花一房當成出氣袋般看待。
黃家素來想把家族生意擴大。眼見富商查理張可以幫助他們，黃元就希望把菊香許配給查理張。而查理張為人沉迷肉慾，狡猾至極。菊香眼見如此，就反抗逃婚。逃婚時遇見日本攝影師山本洋介，其後結婚，還生了月娘本人。
八年後，日本開始進攻南洋一帶。洋介和菊香眼見時勢不明朗，於是就嘗試離開馬來亞地區。可惜，菊香在船上卻遇到桂花和他的女兒。而桂花與她的女兒就狠心地把菊香和月娘拋進大海。其後，日本攻陷馬來亞地區，菊香與洋介卻被成為賣國賊的查理張抹黑，因而死在日軍手下。
還活著的月娘便返回她媽媽的老家。雖然黃家已經搬到英國去，但是天蘭和馬姐阿桃則被留下。在外婆的督導下，月娘便學習傳統娘惹廚藝、女紅，長大後就像她母親一般漂亮。戰後，黃家回到祖屋，也把月娘當成下人看待。
月娘的美貌引來表姐的妒嫉，也引來了有錢的峇峇頭家、出洋歸國的富少、甚至英俊瀟灑的英國軍官的垂青，但她獨愛一個「身無分文」的小司機牛仔。而牛仔卻其實是名門子弟陳家的後人陳錫，他是新加坡一個商人家族的後代。因為他的高貴身份而令到他成為包袱，於是陳錫就隱瞞自己的身份和月娘來往。他被月娘的純真、善良和堅強而感動，並且愛上她，然而二人的戀情，碰到重重阻難。在各方的壓力下，陳錫被逼娶了月娘的表姐，月娘則被賣給殺豬販劉一刀。
劉一刀雖然外表粗魯，但對事對人都非常細心。月娘不甘自己的一生任由人來擺佈，寧願結束自己的生命，都不會當劉一刀的妻子。她的剛烈反而讓劉一刀敬服，與她拜為義兄妹。最後，月娘更與劉一刀發展燕窩和西洋商品買賣生意，生活尚算安穩。但是，黃家最後因為得罪查理張而生意失敗，家財更被秀娟騙走。黃家終於落得一無所有，慘淡收場。而玉珠的結果是一個悲劇，她自從被迫嫁給羅伯張後，被當成妓女看待以至而精神失常，於精神病院渡過數年，後來產下的一名男嬰被月娘收養，月娘細心扶養祖业，祖业跟隨母姓，叫黃祖业，月娘最終買下了被原被查封老宅。

## 角色简介

### 黄家
| 演員            | 角色     | 粵語配音 | 暱稱／人物介紹 | 年代   |
| 管雪梅          | 大姑     | 伍秀霞   | 大姑 黃家大姑媽。對人非常刻薄；秀鳳及秀娟的母親。 | 第一代 |
| 嚴丙量          | 黃元     | 陳永信   | 頭家 林桂花和王天兰的丈夫，黄金成，黄美玉，黄菊香之父，秀凤的家翁，黄天宝，黄珍珠和黄玉珍祖父，山本月娘外公。通常只顧及家族生意，甚少理會家內事務。對天蘭、菊香和月娘表現冷淡，任她們由桂花折磨。 | 第一代 |
| 林梅嬌          | 林桂花   | 黃玉娟   | 大姐 黄元的正室妻子，黄金成和黄美玉的母亲，秀凤的家婆, 黄天宝，黄珍珠和黄玉珍的祖母。為人心狠手辣，對自己女兒百般呵護；但對天蘭、菊香和月娘卻非常惡毒，把她們當傭人使喚，最後中風。 | 第一代 |
| 向雲            | 王天蘭   | 沈小蘭   | 黄元的妾室妻子，黄菊香的母亲，山本月娘的外婆。年轻时被黃元強姦後納為妾室。個性悲觀認命，雖然表面上貴為二姨太，但在家裡的身份非常低微，常被桂花、秀鳳等人欺負。天蘭最後因為發現了黃金成和秀娟的不倫關係，被黃金成錯手推下樓而跌死。                                                                                                 | 第一代 |
| 林明倫          | 黃金成   | 陳廷軒   | 黃元及桂花的兒子，秀凤的丈夫，黃天寶、黃珍珠、黃玉珠的父親。虽然被父母安排迎娶大表妹秀凤，但背地里和二表妹发生不论关系。得知黃天寶被判死刑後受不了刺激，導致心臟病暴發而死。 | 第二代 |
| 洪乙心          | 黃美玉   | 曾秀清   | 黃元及桂花的女兒, 陈盛的妻子，陈锡的婶婶。原本心腸不壞，但嫁入陳家後，為了鞏固自己和娘家的地位而變得不擇手段。 | 第二代 |
| 歐萱            | 黃菊香   | 曾佩儀   | 黃元及天蘭的女兒。深爱山本洋介，九歲時因為患病而變成聾啞，也因此令她無法嫁給別人。當黃元決定把菊香嫁給查理張時，菊香憤然逃婚，其後嫁給日本攝影師山本洋介，並誕下女兒月娘。菊香雖然能夠在日軍進攻馬來亞前上到最後一條船，但她與月娘最後都被黃家女人推下船。兩人在海上逃生後，重回新加坡跟洋介團聚。菊香最後因无法接受洋介之死而死。 | 第二代 |
| 潘玲玲          | 秀鳳     | 梁少霞   | 大姑长女，黄元和林桂花的媳妇，黄金成的妻子，秀娟的姐姐，黃天寶、黃珍珠、黃玉珠的母親。工于心計、城府深，對天蘭、菊香和月娘非常無禮，不時陷害及污衊她們。过后得知妹妹秀娟与自己的丈夫有私情而与其翻脸。後來和月娘和好，並與其一起居住                                                                                               | 第二代 |
| 許美珍          | 秀娟     | 許盈     | 大姑幼女，作風西化，行為大膽。喜歡金成，但未能與他結婚。後來跟姊夫黃金成有私情。最後卻偷走黃家拿来救天宝的錢，遠走香港。年老時，才把支票還給黃家。 | 第二代 |
| 陳宇萱 （童年） | 山本月娘 | 曾佩儀   | Yamamoto Yueniang 劇中中心人物，個性堅強、不向命運低頭。山本洋介及黃菊香的女兒，黄祖业养母，黄安淇养祖母。喜欢过陈锡。后與英国律师Paul结成连理。在剧情后期经营燕窝和黄梨园生意。 | 第三代 |
| 歐萱            | 山本月娘 | 曾佩儀   | Yamamoto Yueniang 劇中中心人物，個性堅強、不向命運低頭。山本洋介及黃菊香的女兒，黄祖业养母，黄安淇养祖母。喜欢过陈锡。后與英国律师Paul结成连理。在剧情后期经营燕窝和黄梨园生意。 | 第三代 |
| 向雲 （老年）   | 山本月娘 | 曾佩儀   | Yamamoto Yueniang 劇中中心人物，個性堅強、不向命運低頭。山本洋介及黃菊香的女兒，黄祖业养母，黄安淇养祖母。喜欢过陈锡。后與英国律师Paul结成连理。在剧情后期经营燕窝和黄梨园生意。 | 第三代 |
| 陳邦鋆          | 黄天寶   | 李致林   | Alexandra Huang 黄元与林桂花孙子，黄金成与秀凤长子，珍珠和玉珠的大哥，為人勢利、攀高結貴，多與羅伯張來往。後因替羅伯張買兇殺死陳盛而逃亡，逃亡中也因殺死張氏父子，最後被判死刑。 | 第三代 |
| 郭蕙雯          | 黄珍珠   | 郑丽丽   | Helen Huang 黄元与林桂花长孙女，黄金成与秀凤长女，黄天宝的大妹，黄玉珠的姐姐，陈锡的前妻。自小被寵壞，愛發小姐脾氣，嫉妒心重。眼睁睁地看着妹妹玉珠被羅伯張强奸却见死不救。因姑姑美玉的計謀嫁進陳家，卻得不到丈夫陳錫的愛。过后因忍受不了长期活守寡而与别的男人私奔，也从大小姐沦落成酒吧舞女。                                     | 第三代 |
| 白薇秀          | 黃玉珠   | 劉惠雲   | 黄元与林桂花幼孙女，黄金成与秀凤幼女，罗伯张妻子，黄祖业亲生母亲，黄安淇的亲祖母。與月娘是好朋友，清秀可人、心地純良，在家中常幫月娘解圍，亦教月娘讀書寫字。遭羅伯張強姦後被迫結婚，婚後卻被羅伯張當成妓女，任生意拍檔蹂躪，因而精神失常，差点害死她的儿子。过后在精神病院渡過餘生。                                               | 第三代 |
| 林泳勳 （青年） | 黄祖業   | 何承骏   | 玉珠和羅伯張的兒子，安淇的父親，月娘的養子。隨母姓黃。 角色详情参见【小娘惹之翡翠山】演出 | 第四代 |
| 章縝翔          | 黄祖業   | 何承骏   | 玉珠和羅伯張的兒子，安淇的父親，月娘的養子。隨母姓黃。 角色详情参见【小娘惹之翡翠山】演出 | 第四代 |
| 陳靚瑄          | 黄安淇   | 何璐怡   | Angela Huang 山本月娘的養孫女，早年出國到加拿大，升讀大學，在感情生活出現問題時，返回馬六甲生活。至大結局才知道她的身世。 黄珍恩之姑姑。角色详情参见【小娘惹之翡翠山】特别演出 | 第五代 |

### 陳家
| 演員   | 角色   | 粵語配音 | 暱稱／人物介紹 | 年代   |
| 李茵珠 | 陈老太 | 雷碧娜   | 陳老太 陳家輩分最高的女主人。為人處世和藹慈祥、非常注重傳統禮節。陳功及陳盛的祖母，陳錫的曾祖母，最後離開人世。 | 祖先   |
| 陳翔   | 陳功   | 古明華   | 陳盛之大哥，事業有成。育有一子陳錫。 | 第二代 |
| 方展发 | 陳盛   | 梁偉德   | 喜歡菊香卻被迫娶美玉過門，對自己的命運感到無奈。陳盛在日軍進攻新加坡前與陳家其他人坐船離開時，从菊香和她女兒月娘被推下船。陳盛因而感到內疚，不但對美玉恨之入骨，還自暴自棄，天天喝酒，唱峇峇民歌（Pantun）和跳峇峇民族舞蹈。最後卻因為得罪查理張一家，致使黃天寶在羅伯張的暗示下，收買黑狗將其殺死。 | 第二代 |
| 戚玉武 | 陳錫   | 伍博民   | 陳功的兒子。因為受過西方教育，思想比較開放。初時因為想更加接近月娘，而訛稱是陳家司機牛仔，但最後身份暴露；最希望與月娘結婚，但屢次卻被月娘拒絕。其後與麗貝兒結婚，生下六個孩子。 | 第三代 |

### 張家
| 演員        | 角色   | 粵語配音 | 暱稱／人物介紹 | 年代   |
| 沈金興 客串 | 查理張 | 翟耀輝   | Charlie Zhang 黄祖業的公公，在英國受教育，常常看低峇峇娘惹文化。沉迷肉慾，陰險狡詐。曾用利益诱惑黄元把菊香嫁给他做妾室，亦在日战时期认出身为逃兵的山本洋介，致其被日軍處決。最後被黃天寶錯手開槍打死。 | 第二代 |
| 章縝翔      | 羅伯張 | 何承駿   | Robert Zhang 黄祖業的父親，查理張的兒子，和其父同一鼻孔出氣。将玉珠误认成月娘将她强暴后与她结婚。最後被黃天寶开枪打死。                                                                                | 第三代 |

### 其他演員
| 演員            | 角色     | 粵語配音 | 暱稱／人物介紹 | 年代 |
| 黃慧            | 阿桃     | 陸惠玲   | 桃姐 黃家的一名媽姐。本來是大姑的近身侍婢，常常被大姑虐待。天蘭看到後就招攬阿桃來黃家當工人。阿桃雖然做事迷糊，但對天蘭、菊香和月娘非常耿直。 |      |
| 朱秀鳳 （老年） | 阿桃     | 陸惠玲   | 桃姐 黃家的一名媽姐。本來是大姑的近身侍婢，常常被大姑虐待。天蘭看到後就招攬阿桃來黃家當工人。阿桃雖然做事迷糊，但對天蘭、菊香和月娘非常耿直。 |      |
| 戴陽天          | 山本洋介 | 蘇強文   | Yamamoto Yousuke 一名酷愛峇峇娘惹文化的日本人，也是一名攝影發燒友。他與黃菊香結婚；但因洋介因為父親病重，被迫回到日本，掉下菊香一人。菊香在此時誕下女兒山本月娘。山本洋介在日本時被政府強徵為士兵，成功逃脫後後返到新加坡。但回來不久，日軍攻克新加坡。山本洋介的身份卻被查理張揭發，隨後被日軍處決。 |      |
| 姚玟隆          | 劉一刀   |          | 以殺豬為生。為人亦正亦邪。平常都擺出一套窮兇極惡的樣子，但對自己娘親卻是至孝，百般遵從。在月娘被綁架時，出手救了月娘的命；劉一刀最後貴從其娘親的遺願，把月娘娶回來；為了娶月娘，他發誓要長本事，賺大錢；以一手飛刀絕技殺死地痞笑面虎，成為黑道大哥。先後三次往月娘家提親，但月娘寧願自殺也不願與劉一刀一起，而此舉也令劉一刀對她非常敬佩，最後他們結拜成義兄妹。而他也在月娘的說服下，把劉一刀的「刀」字改成「道」，之後，遠離殺豬和其他偏門生意，做回一個老實人，與月娘共同打理燕窩批發生意。 |      |
| 齊騛            | 麗貝兒   | 黃紫嫻   | Libby 戰後被一名外國商人收養。受西方文化影響，為人非常開放，支持女權解放。最後與陳錫結婚，再去英国，並緊守當年對月娘許下的承諾，生了六個孩子。 |      |
| Bobby Tonelli   | 保罗     |          | Paul 一名從英國來到馬六甲的律師，曾與陳錫在英國讀書。曾經是羅伯張的律師，最後因為知道羅伯張的所作所為後，與他劃清界線。之後Paul在幫助月娘脫險后，與她一起擴展生意，並和月娘結婚。 |      |
| Peer Metze      | Smith    |          | 罗伯張的英国朋友。过后在罗伯張劝说下强奸了玉珠。 |      |
| 鶴天賜          | 李修文   | 曹啟謙   | Jonathan Li 在香港出生。幼時與家人移民加拿大，在當地攻讀大學課程時認識安淇。李修文雖然暗戀安淇，但他沒有勇氣對安淇表白。 |      |
| 張河泉          | Desmond  |          | 安淇的前男朋友。Desmond因為與一個名為Cecilia的女同學發生關係而被安淇拋棄，隨後跟隨安淇到馬六甲，希望可以修補關係。 |      |
| 陳星余          | 小Tok    |          | 新加坡男童，和山本洋介特別親善，並為洋介和菊香宣傳婚事，最後罹難於日軍轟炸。 |      |
| 蔡清炮          | 黑狗     |          | 刘一刀的兄弟。他被天宝收买去偷刘一刀的刀来杀陈盛。 |      |
| 李岳杰          | 大傻     | 葉振聲   | 大傻哥 刘一刀和月娘的朋友，知恩图报。與他们一起擴展燕窝批發生意。 |      |
| 金舉拱          | 大狗强   |          | 马六甲警长。为人腐败，欺善怕恶。 |      |

## 播出時間

### 新加坡
- 八頻道：2008年11月25日起，每週一至週五21：00~22：00首播。
- 八頻道：2008年12月15日起，改為每週一20：00~22：00首播，週二至週五21：00~22：00首播; 已於在2009年1月5日播畢。
- Suria：2011年2月2日起，每週一至週三19：00~20：00首播，以马来语双声道播出，播至第12集。
- Suria：2011年4月4日起，從第13集播出，每週一至週三19：00~20：00首播，已於在5月23日播畢。

### 马来西亚
- Astro双星：2009年1月28日起，每週一至週五15：30~17：30首播，已於在2009年3月16日播畢。
- ntv7：2009年10月26日起，每周一至周五18：00~19：00首播，已於在2010年1月7日播畢。
- AstroAEC：2019年12月16日至2020年1月14日，每週一至週五20：30~21：30首播直至第22集，第23集起於2020年1月19日、2月9日至3月1日，每週日13：00～15:00兩集連播，2月2日為3集連播。

### 美国
- 泰盛娛樂台：2009年12月1日起，以粤语双声道播出，已於在2010年1月18日播畢。

### 香港
- 無線精選台：2010年4月26日起，每周一至周五19：30~20：30首播，以粤语双声道播出，已於在2010年6月22日播毕。

### 中国大陆
- 广东卫视/云南卫视/辽宁卫视/重庆卫视：2010年1月16日起，以简体中文字幕播出，已播毕。

## 集數問題
新加坡電視劇的集數通常是齊頭的，即20集、30集等等以此類推。但是，为了更详细交代故事发展，及充分展现峇峇娘惹的文化细节，《小娘惹》增加4集播出。

## 收視
《小娘惹》的收視是2008年新傳媒播出的劇集內最高的，超过北京奧運的開幕禮和閉幕禮。小娘惹的收視也打破了當年新加坡廣播局（新傳媒的前身）播放的經典電視劇《霧鎖南洋》。

## 评价

### 正面评价
有评论认为，该剧中可以听到对族人的不同称谓、纷繁的族规，看到美丽的娘惹服饰、刺绣，还有独特的娘惹菜和歌舞。正如《大長今》展现韩国古文化一样，《小娘惹》展现了新馬兩國的人情风貌，这对于中国人，甚至对很多年轻的新加坡人和馬來西亞人而言都是神秘而陌生的。该剧的热播，让历史悠久的“娘惹文化”重新受到关注，新加坡和马来西亚等地甚至掀起一股“娘惹风”。亦有评论认为，该剧以娘惹文化为背景的剧集元素丰富，即有善良女子不屈不挠的奋斗史，也有大家族中女性争宠而明争暗斗的戏码，堪称一部剧就集合了早前极为热门的《大長今》和《宫心计》两部剧集的优良要素，再加上精致的峇峇娘惹文化贯穿始终，播出后收视和话题度都一路高涨。

### 负面评价

#### 語言
一般峇峇娘惹是用福建話、英語或「峇峇馬來語」作交涉語言。但是，由於製作劇集時新加坡法律禁止當地電子媒體播放中國方言的緣故，《小娘惹》中的角色普遍都以華語對話，有些觀眾覺得不寫實。

#### 演員的選擇
有觀眾認為潘玲玲和許美珍這兩位年過三十的演員出演青春少女的角色有感違和。也有觀眾認為秀娟一角的放任性格與傳統大戶人家女兒的言行舉止大有不同。但是，也有觀眾認為批評潘玲玲和許美珍兩位演員的年齡等同年齡歧視。
此外，有部分觀眾認為新傳媒偏袒歐萱，故意讓她當主角，好讓她能夠在下一屆的紅星大獎中奪得視后一獎。不僅如此，觀眾甚至認為黃菊香一角被寫為啞巴是為了隱藏歐萱的不自然發音。但是，製片組都認為歐萱已經盡了她的所能，和以一個專業的態度工作。
也有觀眾批評老月娘和小月娘的演員選擇。也有人認為安琪和李修文兩個角色是不需要的。
潘玲玲的角色原屬潘淑卿，而向雲的角色原屬黃碧仁。戴阳天的角色原属黄俊雄。

#### 過度宣傳
《小娘惹》在播出前兩個月被新傳媒大力宣傳，引致觀眾認為此劇被過度宣傳。其他劇集（例如：心花朵朵開II）的演員則認為因為新傳媒為《小娘惹》大力地宣傳令到他們的劇集被冷落。

#### 不合理內容
觀眾對劇內某些情節抱有不滿，尤其是劇中黃慧所在峇峇娘惹家庭所飾演的媽姐角色-阿桃被人打斷了的腳竟然在八年後還要為腳綁上繃帶。

#### 抹黑峇峇娘惹文化
因為劇裡眾多的峇峇娘惹角色都是心狠手辣，狡猾至極，引致某些觀眾認為此舉有抹黑峇峇娘惹文化之嫌。但是，劇集編審洪榮狄則說狡猾是每一個民族都有的，並不是峇峇娘惹民族獨有。洪榮狄還說，當時的娘惹女姓足不出戶，所以就利用空餘時間爭寵。

## 獎項
| 2009 | 第15屆 紅星大獎2009 |                  |                |                            |      |
| 2009 | 第15屆 紅星大獎2009 | 青苹果奖         | 陈宇萱         | 童年山本月娘               | 提名 |
| 2009 | 第15屆 紅星大獎2009 | 最佳导演         | 谢敏洋、张龙敏 | 不適用                     | 獲獎 |
| 2009 | 第15屆 紅星大獎2009 | 最佳剧本         | 洪荣狄         | 不適用                     | 獲獎 |
| 2009 | 第15屆 紅星大獎2009 | 最佳美术设计     | 何福春         | 不適用                     | 獲獎 |
| 2009 | 第15屆 紅星大獎2009 | 最佳剪辑         | 张必芳         | 不適用                     | 獲獎 |
| 2009 | 第15屆 紅星大獎2009 | 最佳主题曲       | Olivia Ong     | 不適用                     | 獲獎 |
| 2009 | 第15屆 紅星大獎2009 | 最佳男主角       | 戚玉武         | 陈锡                       | 提名 |
| 2009 | 第15屆 紅星大獎2009 | 最佳男主角       | 方展发         | 陈盛                       | 提名 |
| 2009 | 第15屆 紅星大獎2009 | 最高收视率电视剧 | 不適用         | 不適用                     | 獲獎 |
| 2009 | 第15屆 紅星大獎2009 | 最佳女主角       | 白薇秀         | 黄玉珠                     | 獲獎 |
| 2009 | 第15屆 紅星大獎2009 | 最佳女主角       | 欧萱           | 黄菊香/山本月娘            | 提名 |
| 2009 | 第15屆 紅星大獎2009 | 最佳男配角       | 戴阳天         | 山本洋介                   | 提名 |
| 2009 | 第15屆 紅星大獎2009 | 最佳男配角       | 林明伦         | 黄金成                     | 提名 |
| 2009 | 第15屆 紅星大獎2009 | 最佳男配角       | 姚玟隆         | 刘一刀                     | 提名 |
| 2009 | 第15屆 紅星大獎2009 | 最佳男配角       | 章缜翔         | 张祖业/罗伯张              | 提名 |
| 2009 | 第15屆 紅星大獎2009 | 最佳女配角       | 黄慧           | 阿桃（成年版）             | 獲獎 |
| 2009 | 第15屆 紅星大獎2009 | 最佳女配角       | 向云           | 王天兰、山本月娘（老年版） | 獲獎 |
| 2009 | 第15屆 紅星大獎2009 | 最佳女配角       | 郭惠雯         | 黄珍珠                     | 提名 |
| 2009 | 第15屆 紅星大獎2009 | 最佳女配角       | 李茵珠         | 陈老太                     | 提名 |
| 2009 | 第15屆 紅星大獎2009 | 最佳女配角       | 林梅娇         | 林桂花                     | 提名 |
| 2009 | 第15屆 紅星大獎2009 | 最佳电视剧       | 不適用         | 不適用                     | 獲獎 |

## 衍生作品
- 小娘惹 (2020年電視劇)
- 小娘惹之翡翠山（2025年）

## 註释
1. ↑  IMDb官网的译名
2. IMDb官网的译名

## 电视节目的变迁
| 新加坡 新傳媒8頻道 星期一至五 21:00 - 22:00 · 12月15日起：星期一 20:00-22:00（每次播映两集）、星期二至五 21:00-22:00 | 新加坡 新傳媒8頻道 星期一至五 21:00 - 22:00 · 12月15日起：星期一 20:00-22:00（每次播映两集）、星期二至五 21:00-22:00 | 新加坡 新傳媒8頻道 星期一至五 21:00 - 22:00 · 12月15日起：星期一 20:00-22:00（每次播映两集）、星期二至五 21:00-22:00                                                    |
| --- | --- | --- |
| | 小娘惹 (2008年11月25日 - 2009年1月5日)                                                                               | |
| 不凡的愛 (2008年10月28日-2008年11月24日)                                                                             | 團圓飯 (2009年1月6日-2009年2月3日)                                                                                   | |
| 星期一至五 17:30 - 18:30                                                                                             | | |
| 幸福雙人床 (重播) (2010年3月30日-2010年4月26日)                                                                      | 小娘惹 (重播) (2010年4月27日 - 2010年6月11日)                                                                        | 心花朵朵開 (重播) (2010年6月14日-2010年9月2日) |
| 星期六与星期日 16:30 - 18:30 (两集连播)                                                                              | | |
| 琼园咖啡香 (重播) (2013年10月6日-2013年11月9日)                                                                      | 小娘惹 (重播) (2013年11月16日 - 2014年1月11日)                                                                       | 正义武馆 (重播) (2014年1月12日-2014年3月9日) |
| 星期一至五 17:30 - 18:30                                                                                             | | |
| 机场特警 (重播) (2021年8月30日-2021年10月1日)                                                                        | 小娘惹 (重播) (2021年10月4日 - 2021年11月18日)                                                                       | 出路 (重播) (2021年11月19日-2021年12月30日) 321 Action! 17:30 - 18:00 (沒播第三集) 檸檬苦茶 18:00 - 18:30 (2021年12月31日) 過江新娘 (重播) (2022年1月3日-2022年1月28日) |
| 星期六与星期日 16:30 - 18:30 (两集连播) 2月1日、2月23日暂停播映                                                      | | |
| 熟悉的陌生人 (重播) (2024年12月22日-2025年1月5日)                                                                    | 小娘惹 (重播) (2025年1月11日 - 2025年3月15日)                                                                        | 剃头刀-星光再现 (重播) (2025年3月16日-2025年3月29日) |

| 香港 無綫精選台 亞洲王牌劇場 星期一至四 22:30-23:30 | 香港 無綫精選台 亞洲王牌劇場 星期一至四 22:30-23:30 | 香港 無綫精選台 亞洲王牌劇場 星期一至四 22:30-23:30 |
| --------------------------------------------------- | --------------------------------------------------- | --------------------------------------------------- |
|                                                     | 小娘惹 （2010年4月26日-2010年6月22日）              |                                                     |
| 天使的誘惑 （2010年3月22日-2010年4月23日）          | 善德女王 （2010年6月23日-2010年10月7日）            |                                                     |

| 马来西亚 Astro AEC、AEC HD 星期一至五 20:30 - 21:30                                                                                | 马来西亚 Astro AEC、AEC HD 星期一至五 20:30 - 21:30  | 马来西亚 Astro AEC、AEC HD 星期一至五 20:30 - 21:30     |
| --- | ---------------------------------------------------- | ------------------------------------------------------- |
| | 小娘惹 （第1-22集） (2019年12月16日 - 2020年1月14日) |                                                         |
| 致胜出击 (2019年11月18日-2019年12月13日)                                                                                           | 快乐王子 (2020年1月15日-2020年2月13日)               |                                                         |
| 马来西亚 Astro AEC、AEC HD 星期日 13:00 - 15:00 · 1月26日暂停播映 · 2月2日 三集连播                                                |                                                      |                                                         |
| 新时段 | 小娘惹 （第23-34集） (2020年1月19日 - 2020年3月1日)  | 戏剧关闭                                                |
| 马来西亚 Astro AEC、AEC HD 星期一至五 16:30 - 17:30 · 1月18日暂停播映                                                              |                                                      |                                                         |
| 致胜出击（重播） （2020年11月23日 - 2020年12月18日）                                                                               | 小娘惹（重播） （2020年12月21日 - 2021年2月5日）     | 快乐王子（重播） （2021年2月8日 - 2021年3月8日）        |
| 星期一至五 16:30 - 17:30 |                                                      |                                                         |
| 嫁给不同世界的你（重播） （2025年2月17日 - 2025年3月14日）周公讲鬼, 哪里有鬼?（第1-4集）（重播） （2025年3月17日 - 2025年3月18日） | 小娘惹（重播） （2025年3月19日 - 2025年5月5日）      | 小娘惹之翡翠山（重播） （2025年5月6日 - 2025年6月16日） |

## 外部連結
- 《小娘惹》官方網站 （页面存档备份，存于）
- 《월낭 이야기》官方網站 （页面存档备份，存于）

| 前任： 破繭而出 | 红星大奖 最佳電視劇 2009年 | 繼任： 當我們同在一起 |

1. ↑  非戏剧节目